# Hedvig Eleonora Klingenstierna
Hedvig Eleonora Beata Klingenstierna, född 1660, var en svensk adelsdam och författare. 
Hon var dotter till biskopen i Göteborg, Zacharias Klingius, varigenom hon adlades till Klingenstierna för hans förtjänster, och Beata Otter, och därigenom faster till Samuel Klingenstierna. Hon var känd som "en lärd i stubb", det vill säga en kvinna med utbildning, vilket uppfattades som något mycket exotiskt och uppseendeväckande vid denna tid.  
Hon författade bland annat en oration på latin och föreläste på Linköpings gymnasium, något närmast unikt för hennes kön vid denna tid, och troligen den första gången det hade förekommit i nordeuropa.
Hon gifte sig med en officer Broman vid Dalregementet, och fick med honom sonen Eric, född 1697.